# إجازة العمل
مفهوم قانون العمل لهذا المصطلح وعلى وجه التحديد الإجازة مدفوعة الأجر أو التي تمتد لوقت طويل في بعض البلدان هو غياب مصرح به لفترات طويلة من العمل لأي سبب يسمح به مكان العمل. وعندما يأخذ الأشخاص الإجازة بهذه الطريقة فإنهم يأخذون أيام إجازة من عملهم والتي تمت الموافقة عليها مسبقًا من قبل صاحب العمل في عقود عملهم. وتنص قوانين العمل عادةً على تعويض أيام الإجازة مدفوعة الأجر هذه إما بنسبة 100% من الأجر العادي أو بنسبة عالية جدًا من أجر الأيام العادية مثل 75% أو 80%.
وهناك العديد من الفئات الفرعية للإجازة مدفوعة الأجر وعادةً ما تصنف بناءًا على سبب أخذ الإجازة. وفي غالب الأوقات يتم تعويض الإجازة المرضية بنسبة 100% من الأجر. وفي حين أن الأنواع الأخرى من الإجازات غالبًا ما تكون أكثر تقييدًا مثل تعويض نسبة معينة فقط من الأجر العادي، أو فيما يتعلق بالعطلات مدفوعة الأجر والتي يتم منحها تلقائيًا في بعض البلدان من قبل الحكومات الوطنية مثل معظم دول الاتحاد الأوروبي وفي دول أخرى كالولايات المتحدة  فيقوم بعض العاملين بمراكمة استحقاقات الإجازة لفترة من الزمن في مكان العمل ومن ثم استخدمها بعدما يصبح لديهم عدد كاف من هذه الأيام بما يناسبهم.
وإن التعريف المعترف به دوليًا للإجازة مدفوعة الأجرفي قانون العمل الدولي هو تعريف يقتصر فقط على اتفاقيات العمل المعتمة مسبقًا في مكان العمل. والإجازة الغير مدفوعة هي إجازة يمنحها مكان العمل بشكل استثنائي ولا يتم تعويضها. [بحاجة لمصدر]